# Cyril Pallaud
 (décembre 2021).
 (décembre 2021).
La mise en forme du texte ne suit pas les recommandations de Wikipédia : il faut le « wikifier ».
Les points d'amélioration suivants sont les cas les plus fréquents :
- Les titres sont pré-formatés par le logiciel. Ils ne sont ni en capitales, ni en gras.
- Le texte ne doit pas être écrit en capitales (les noms de famille non plus), ni en gras, ni en italique, ni en « petit »…
- Le gras n'est utilisé que pour surligner le titre de l'article dans l'introduction, une seule fois.
- L'italique est rarement utilisé : mots en langue étrangère, titres d'œuvres, noms de bateaux, etc.
- Les citations ne sont pas en italique mais en corps de texte normal. Elles sont entourées par des guillemets français : « et ».
- Les listes à puces sont à éviter, des paragraphes rédigés étant largement préférés. Les tableaux sont à réserver à la présentation de données structurées (résultats, etc.).
- Les appels de note de bas de page (petits chiffres en exposant, introduits par l'outil «  Source ») sont à placer entre la fin de phrase et le point final[comme ça].
- Les liens internes (vers d'autres articles de Wikipédia) sont à choisir avec parcimonie. Créez des liens vers des articles approfondissant le sujet. Les termes génériques sans rapport avec le sujet sont à éviter, ainsi que les répétitions de liens vers un même terme.
- Les liens externes sont à placer uniquement dans une section « Liens externes », à la fin de l'article. Ces liens sont à choisir avec parcimonie suivant les règles définies. Si un lien sert de source à l'article, son insertion dans le texte est à faire par les notes de bas de page.
- La présentation des références doit suivre les conventions bibliographiques. Il est recommandé d'utiliser les modèles {{Ouvrage}}, {{Chapitre}}, {{Article}}, {{Lien web}} et/ou {{Bibliographie}}. Le mode d'édition visuel peut mettre en forme automatiquement les références.
- Insérer une infobox (cadre d'informations à droite) n'est pas obligatoire pour parachever la mise en page.

Pour une aide détaillée, merci de consulter Aide:Wikification.
Si vous pensez que ces points ont été résolus, vous pouvez retirer ce bandeau et améliorer la mise en forme d'un autre article.
Cyril Pallaud, né en 1985 à Colmar, est un organiste et chef d'orchestre français.

## Biographie
Directeur musical des Ornements, Cyril Pallaud a été élevé au grade de chevalier de l'Ordre des Arts et Lettres en 2020. 
Organiste concertiste, il a été nommé en 2019 organiste titulaire de l'orgue Silberman-Koenig et coordonnateur artistique de l'église Saint-Guillaume de Strasbourg, paroisse où Albert Schweitzer fut également organiste. Directeur musical de l'Ensemble Vocal de Saint-Louis de 2015 à 2024, Cyril Pallaud est également conservateur des orgues historiques Stiehr-Mockers de Riquewihr. 
Lauréat de la Fond'Action Alsace en 2011 et du Festival de Saint-Bertrand-de-Comminges, sa discographie comporte 7 albums dont les deux dernières parutions sont l'intégrale des 12 Toccata de l'Apparatus Musico-Organisticus de Georg Muffat (orgue de Sierentz) et les 6 sonates opus 65 pour orgue de Félix Mendelssohn (orgue de Sausheim).  Le volume 2 de l'intégrale de l'oeuvre d'orgue de Léon Boëllmann a été récompensé par un Léon d'Or (distinction attribuée par l'association Boëllmann-Gigout).
Cyril Pallaud a été rédacteur en chef de la Revue d'Histoire de l'Orgue en Alsace de 2007 à 2013. Il a également produit l'émission radiophonique "La Voix des Anges" (spécialisée en orgue et en musique sacrée) sur Accent 4 de 2009 à 2021 et produit depuis 2023 la chronique Barbelo.
Agrégé en musique (agrégation externe, rang 3) depuis 2012, Cyril Pallaud termine une thèse de doctorat sur l'Orgue en Alsace (1789-1870) sous la direction de Marie-Bernadette Dufroucet-Hakim au sein du Centre d'Etudes des Mondes Modernes et Contemporains de l'Université de Bordeaux. A ce titre, il a été membre de l'équipe scientifique des colloques "Orgues et Imaginaires". 
Depuis 2021, ses recherches portent sur les compositrices du XVIIIe siècle en Autriche et en Italie.  En juin 2021 a été ainsi recréé en 1ère mondiale l'oratorio Hélène de Marianna MARTINES au Théâtre de Colmar sous sa direction.
En 2022, il devient directeur artistique de Passions Croisées, association d’intérêt général qui organise la saison culturelle de la paroisse Saint Guillaume à Strasbourg.  

## Discographie
- 2007 album consacré à l’orgue d’Oberhergheim, label Pamina
- 2009 album consacré à l’orgue d’Offwiller, label Orgues d'Alsace
- 2009 Vol.1 de l’intégrale de l’œuvre d’orgue de Léon Boëllmann, label Orgues d'Alsace
- 2011 Vol. 2 de l’intégrale de l’œuvre d’orgue de Léon Boëllmann, label Orgues d'Alsace
- 2012 album consacré à l’orgue de Steinbrunn-le-bas, label Orgues d'Alsace
- 2013 Vol. 3 de l’intégrale de l’œuvre d’orgue de Léon Boëllmann, label Orgues d'Alsace
- 2015 Intégrale de l’œuvre d’orgue de Georg Muffat, label Capella Sacra
- 2021 Intégrale des six sonates pour orgue de Félix Mendelssohn à l’orgue de Sausheim